# Héhalom
Héhalom è un comune dell'Ungheria di 1.047 abitanti (dati 2001). È situato nella contea di Nógrád.